# Монті Пайтон і Священний Грааль
«Монті Пайтон і Священний Грааль» (англ. Monty Python and the Holy Grail) — британський комедійний фільм, сценаристами та виконавцями головних ролей виступили учасники комік-групи Монті Пайтон. На 1 березня 2024 року фільм займав 155-ту позицію у списку 250 кращих фільмів за версією IMDb. На думку деяких критиків, це найкраща кінокомедія всіх часів.
Фільм пародійно обігрує легенду про короля Артура та Священний Грааль. У ньому йдеться про подорож короля Артура та його товаришів у пошуках священної чаші, під час якої вони потрапляють у різні абсурдні пригоди, що висміюють як середньовічне, так і сучасне життя.

## Сюжет
Фільм починається начебто помилковим показом іншої картини. Згодом король Артур разом зі своїм зброєносцем Петсі, збирає лицарів круглого столу, серед яких: сер Бедевер Мудрий, сер Ланселот Хоробрий, сер Робін, не такий хоробрий, як сер Ланселот та сер Галахад Непорочний. Вдаючи наче скачуть на конях, яких не мають, лицарі подорожують Англією, щоб дістатися до Камелоту. Дорогою їм трапляється охоплене чумою село і селяни-демократи, що пащекують королю. Коли вони заходять до лісу, шлях перепиняє хвалькуватий Чорний лицар, який попри втрату в бою всіх кінцівок, наполягає на продовженні поєдинку з Артуром. Лицарі досягають Камелоту, але Артур вирішує не заїжджати всередину, згадавши яке це «дурне місце», де лицарі лише співають і витанцьовують замість захищати справедливість. Бог являється Артуру (у вигляді анімованого зображення гравця у крикет Вільяма Ґрейса) і наказує йому знайти Священний Грааль.
Першою зупинкою на шляху стає замок, в якому за здогадкою зберігається Грааль. Але його зайняли французи, котрі глузують з Артура і його товаришів. Ображені охоронцями, лицарі вирішують потрапити всередину хитрістю. Вони споруджують Троянського кролика. Та план провалюється, тому що вони забувають залізти всередину. Помилка стає ще образливішою згодом, коли французи звалюють кролика їм на голови з мурів замку. Артур радить лицарям розділитись і шукати Грааль окремо.
Одночасно з цим сучасний історик описує легенду про Артура для телебачення. Його раптово вбиває лицар на коні, чим спричиняє поліцейське розслідування.
Кожен з лицарів стикається з різного роду небезпеками й випробуваннями у своїх пошуках. Артур і сер Бедевер намагаються задовольнити дивні забаганки найстрашніших «лицарів, які кажуть НІ». Сер Робін уникає битви з триголовим велетнем і тікає поки три голови сперечаються між собою. Сер Ланселот обложує Болотяний замок, помилково вважаючи, що там силою утримується леді, а насправді несерйозний син феодала. Сер Галахад потрапляє в замок, населений тільки жінками, що прагнуть будь-що не відпускати його. Та його «рятує» сер Ланселот.
Лицарі круглого столу знову об'єднуються, взявши до себе серів Гавейна, Ектора, Борса і брата Мейнарда, та на шляху виявляється печера кролика, неочікувана кровожерливість котрого змушує їх тікати. Кролик загризає новоприбулих лицарів, тоді Мейнард використовує проти нього реліквію — пресвяту гранату антіохійську. Мандрівники знаходять вказівку, що Грааль перебуває в замку Аррр. Лицарів атакує Чорний Звір Аррр, пожираючи Мейнарда. Решта рятуються завдяки тому, що в аніматора, який саме працює над фільмом і малює звіра, стається серцевий напад.
Група опиняється біля Мосту Смерті, де кожен мусить дати чесну відповідь на питання охоронця. Ланселоту дістається легке питання і він проходить далі, тоді як Робін вагається, а Галахад відповідає неправильно, через що падають у прірву. Артур же відповідає питанням на питання, охоронець, не знаючи відповіді, сам гине в прірві.
Ланселот відділяється від Артура і Бедевера, пізніше його заарештовує поліція за вбивство історика. Артур і Бедевер їдуть до замку Грааля, який знаходиться під владою французів. Лицарі збирають велике військо для облоги, та щойно вони збираються почати штурм, прибуває сучасна поліція і заарештовує Артура і Бедевера. Один з офіцерів поліції закриває рукою камеру чим закінчує фільм. У кінці не йдуть титри, тільки декілька хвилин грає органна музика.

## У ролях
- Грехем Чепмен — Король Артур
- Джон Кліз — сер Ланселот Хоробрий
- Террі Ґілліам — Петсі, зброєносець Артура
- Ерік Айдл — сер Робін, не такий хоробрий, як Сер Ланселот
- Террі Джонс — сер Бедевер Мудрий
- Майкл Пелін — сер Галахад Непорочний
- Неіл Іннес — менестрель сера Робіна
- Керол Клівленд — Зут / Дінго

## Зйомки

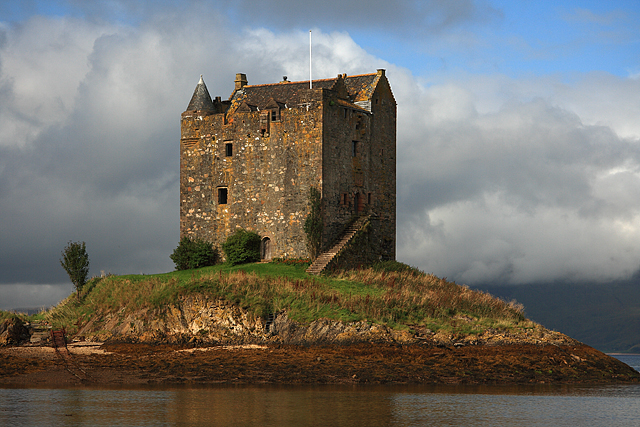
Замок Сталкер, де знято багато сцен фільму

Більшість зйомок фільму відбувались у Шотландії, в місцевості Гленко та в замках Дун і Сталкер. Більшість замків, зображених у фільмі, є тим самим замком Сталкер, знятим з різних ракурсів. Сцени в Камелоті знімалися в замку Дун. Екстер'єр Болотяного замку був подвір'ям замку Бодіам, а інтер'єр — всередині Дуна. Департамент довкілля Шотландії відкликав дозвіл на зйомки за тиждень до їх початку, тому Террі Гілліаму довелося шукати приватні замки.
Фільмування починалося зі сцени на Мосту Смерті, але єдина звукова камера несподівано зламалася, тому оператори взялися за сцени, які можна було зняти без звуку.
Те, що лицарі подорожують пішки, імітуючи цокіт кінських копит стукотом кокосів, зумовлено звичайним браком коштів. Знімальна команда не могла дозволити собі орендувати коней. З кокосами пов'язані кілька наступних жартів, які стосуються питання як кокоси потрапили до середньовічної Англії.
Оскільки місця зйомок були відомими туристичними місцями, в кадр часто потрапляли туристи. Творці фільму вирішили залучити їх до зйомок фінальної битви, роздавши їм прапори, піки та шоломи.
Фінал фільму задумувався іншим. За початковим сценарієм король Артур приносив Богу купу Граалів, але Бог не визнавав їх і вимагав принести «справжній Грааль», схований «десь в Італії». Бог, Артур і лицарі мчали туди на фургоні Volkswagen, переслідувані озброєними священиками. Вони їхали прямо в океан, оскільки Бог пообіцяв розділити воду, але фургон тонув. Але такий фінал зрештою визнали задорогим для зйомок і обурливим.
Гілліам розповідав, що і він, і монтажер Джон Гекні були настільки незадоволені роботою Террі Джонса, що потай від нього вночі перемонтували фільм, змінивши звуковий супровід. Але потім визнали це помилкою і команда фільму склала нову партитуру зі стандартних музичних сигналів.

## Посилання в фільмі

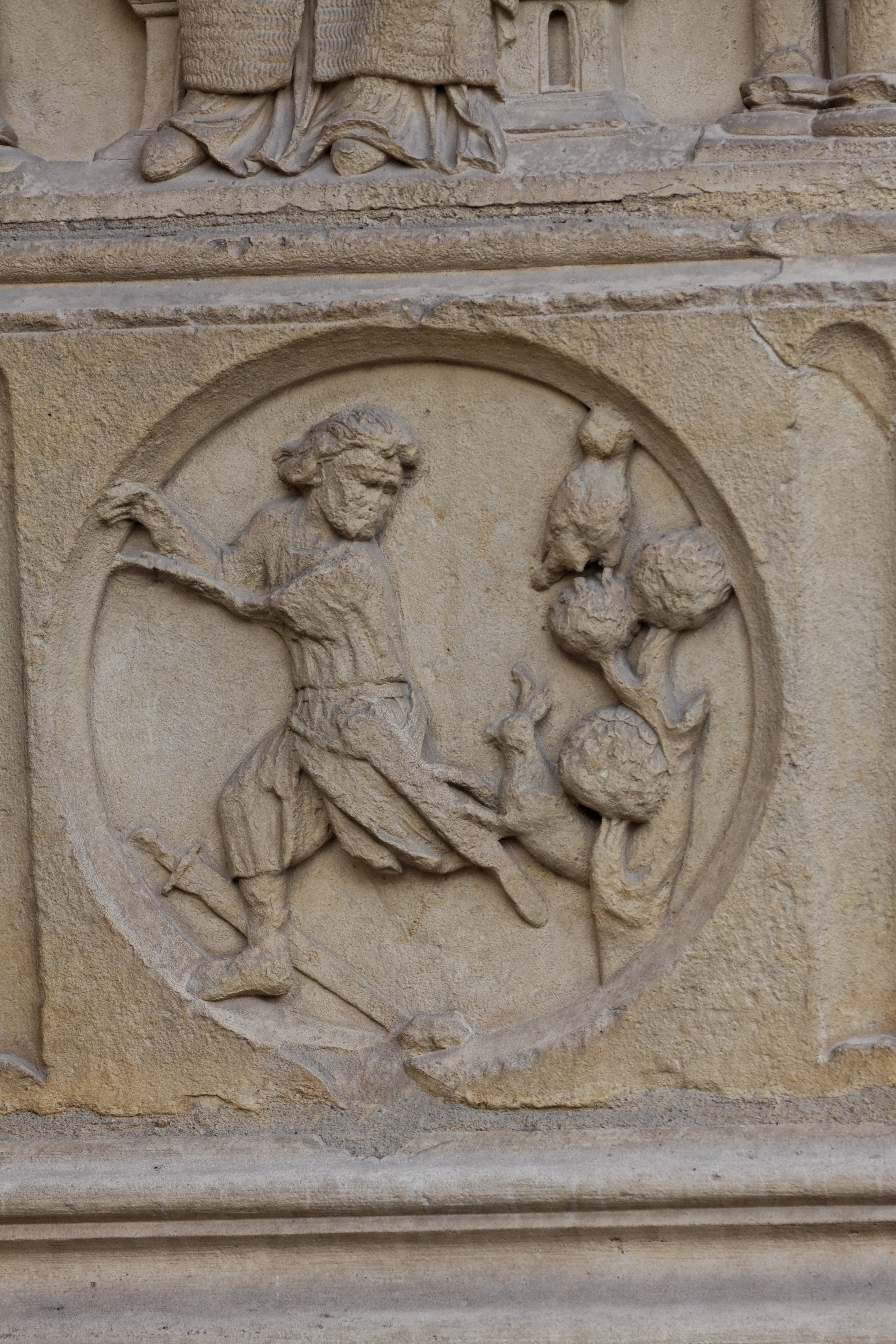
Кролик нападає на чоловіка. Барельєф з Собору Паризької Богоматері

## Сприйняття

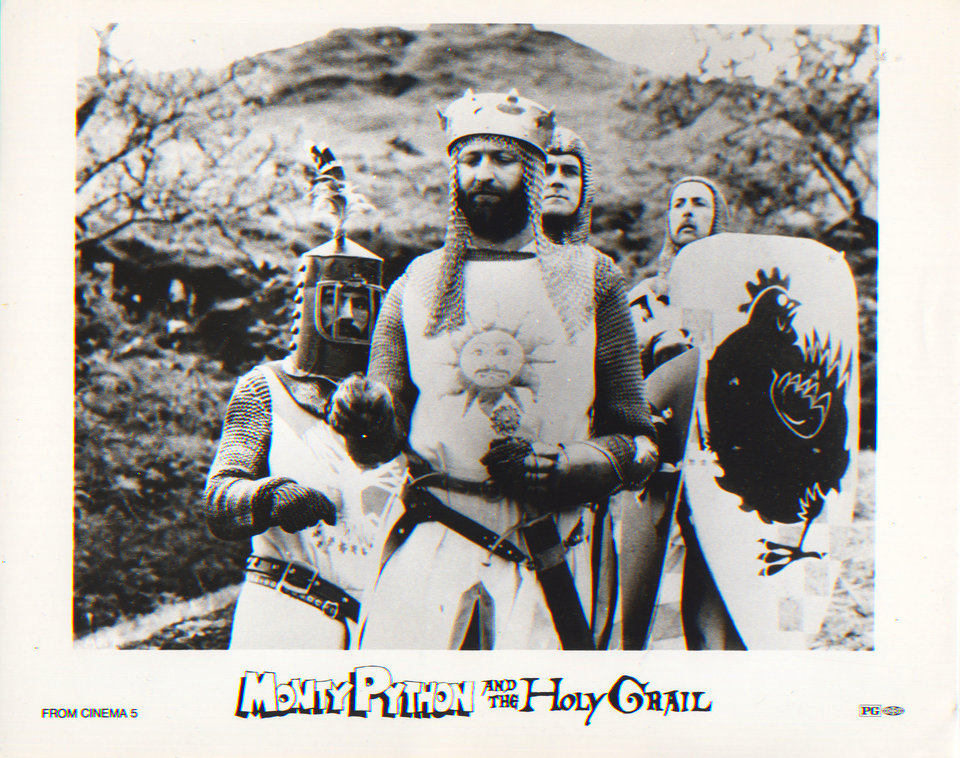
Плакат фільму